# Planetario Tabasco 2000
El Planetario Tabasco 2000 es un recinto ubicado en el centro de Villahermosa, capital del estado de Tabasco, que se encarga de difundir el conocimiento a partir de películas en sistema Omnimax. Las proyecciones abarcan temas como ecosistemas marinos, evolución de la aeronáutica, estudios atmosféricos, ecosistemas y el origen de la Tierra. Se imparten además, cursos y talleres de ciencia, matemáticas y cultura maya.
El planetario se encuentra en una estructura que representa la cultura prehispánica y su mestizaje con nuevas civilizaciones y los avances científicos actuales. La fachada, fabricada de concreto, aluminio y cristal que en su conjunto arman una forma con aspecto de tres pirámides sobrepuestas. El pintor tabasqueño Daniel Ponce Montuy fue el encargado de plasmar el antiguo espíritu de la cultura maya, para complementar la atmósfera del planetario con su mural Magia e Historia del Universo Maya Precolombino, dicho mural, localizado en el vestíbulo principal, tomó cinco años en ser completado.
El Planetario Tabasco 2000 presenta en su vestíbulo de 300m², con capacidad para 300 espectadores, la reproducción de los filmes; también funciona como sala multiusos y centro de exposiciones para muestras artísticas temporales, con la finalidad de conectar al público con su entorno cultural.

## Rehabilitación
El 7 de enero de 2016 la Dirección General de Obras Públicas de la Secretaría de Ordenamiento Territorial y Obras Públicas (SOTOP) con la autorización del gobierno del estado, comenzó la rehabilitación, con costo de 10 millones de pesos. Las obras de reparación incluyen la revisión y rehabilitación de la fachada principal que no había pasado por proceso de mantenimiento desde su construcción en 1981.